# Madonna col Bambino e otto santi
La Madonna col Bambino e otto santi è un dipinto a olio su tela (214x104 cm) di Bramantino, databile al 1515-1520 circa e conservato alla Galleria degli Uffizi di Firenze. 

## Storia
L'opera proviene dalla chiesa di Santa Maria del Giardino a Milano ed è di datazione incerta. Sicuramente posteriore al soggiorno romano dell'artista del 1508, come è evidente nelle reminiscenze classiche dell'architettura, è solitamente riferita all'ultima fase di attività dell'artista, che sfuma verso il 1525, oltre il quale non se ne hanno più notizie.
Precedentemente faceva parte della collezione Contini Bonacossi, e fu tra le opere selezionate per la donazione al museo fiorentino nel 1969.

## Descrizione e stile
Maria col Bambino in grembo troneggia al centra oltre una breve scalinata, circondata da otto santi disposti a semicerchio, in pose spesso simmetrice e a contrapposto. la composizione segue un modello piramidale, mutuato da Leonardo e Bramante, frenato però dallo schema orizzontale dell'architettura, composta da un portico in primo piano, due cortine di pilastri dritte e simmetriche e un vasto tempio classicheggiante, con colonnato ionico, che chiude il proscenio al centro, lasciando intravedere ai lati qualche altro edificio e una rocca.
Tutto concorre a creare un'atmosfera di sospesa e intellettualistica irrealtà, a partire dalla semplificazione delle forme anatomiche, dai continui rimandi tra la metà destra e sinistra (negli abiti, nei gesti e nei tipi fisici dei santi), dalla tavolozza schiarita e dalla complessa situazione luminosa. La luce è infatti resa complicata dall'ambientazione sotto un portico, con una fonte da davanti alle figure e una da dietro, secondo le ricerche inaugurate a Milano da Leonardo da Vinci e portate avanti, oltre che da Bramantino stesso, dal Lotto (Pala Martinengo, 1513-16) e dal Romanino (Pala di San Francesco di Brescia, 1517).
I santi sono di difficile interpretazione, nella scarsità di attributi. A sinistra il santo inginocchiato e rivolto allo spettatore dovrebbe essere san Giovanni Battista, per il tipico gesto di indicare il Bambino, alludente al suo ruolo di "Precursore"; l'uomo a torso nudo, anziano e barbuto potrebbe essere san Giobbe o san Girolamo; a destra un vescovo (sant'Ambrogio?), un monaco, un guerriero dalla spada lunghissima (san Giorgio o san Sebastiano) e un santo inginocchiato senza attributi.